# Apqusiurniq Island
Apqusiurniq Island är en ö i Kanada.   Den ligger i territoriet Nunavut, i den östra delen av landet, 2 200 km nordväst om huvudstaden Ottawa. Arean är 0,17 kvadratkilometer.
Terrängen på Apqusiurniq Island är mycket platt.
Trakten runt Apqusiurniq Island är nära nog obefolkad, med mindre än två invånare per kvadratkilometer.